# Liste von freien Android-Apps

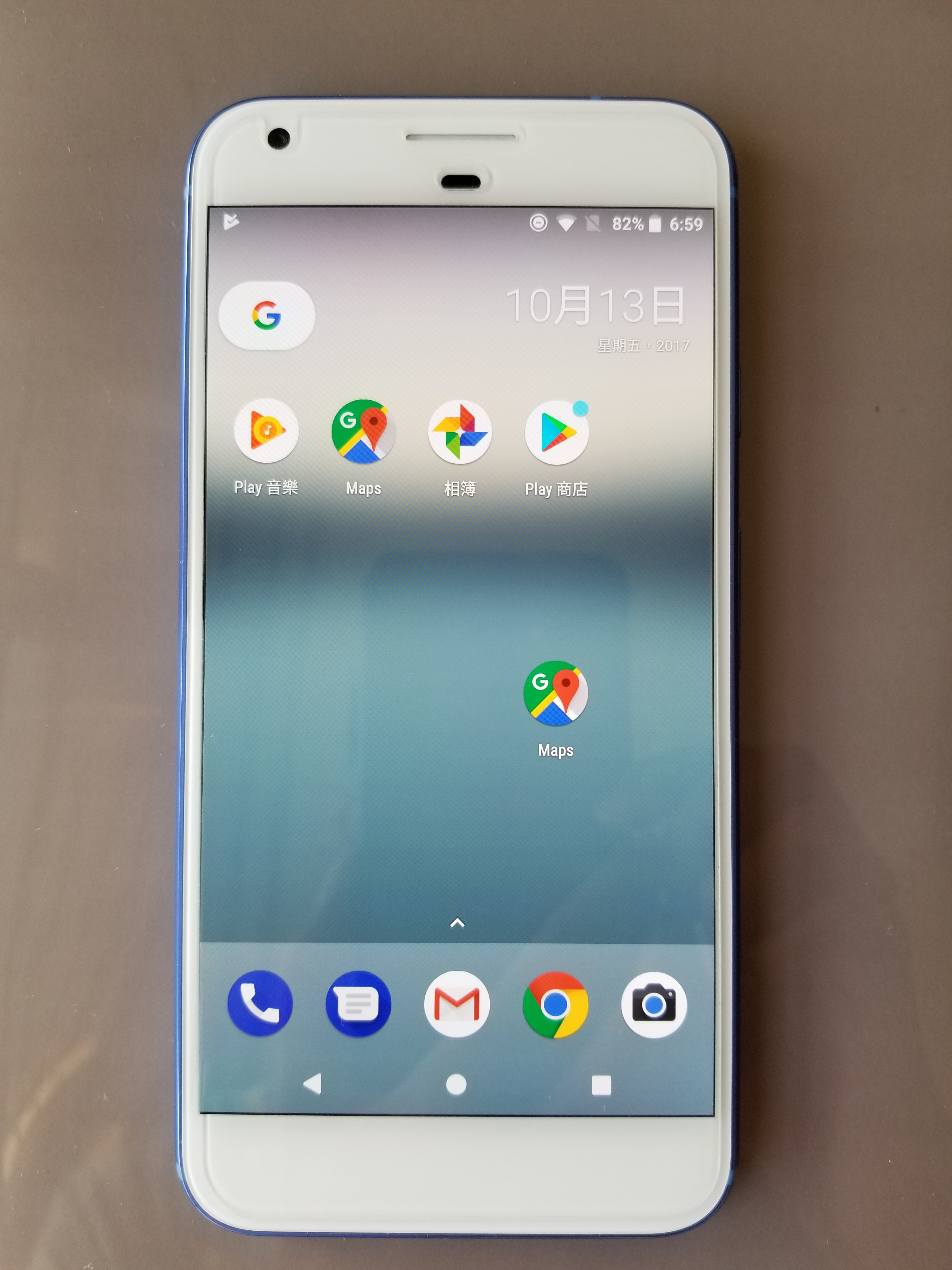
Die meisten Android-Handys, wie z. B. das Google Pixel, erlauben die Installation von Apps sowohl vom Google Play Store, dem alternativen App Store F-Droid, als auch direkt über eine APK-Datei.

Dies ist eine unvollständige Liste an erwähnenswerten und anerkannten Applikationen (apps), die auf dem mobilen Betriebssystem Android laufen, den Richtlinien der freien Software und Open-Source-Software genügen und daher teilweise auch im Appstore F-Droid verfügbar sind. Weitere Apps können in den unter Weblinks verlinkten Drittseiten gefunden werden.

## Allgemein
| Name      | Beschreibung                                | Webseite                       | verfügbar bei F-Droid | verfügbar im Google Play Store | Quelltext  | Lizenz  | API  | Anmerkung                |
| --------- | ------------------------------------------- | ------------------------------ | --------------------- | ------------------------------ | ---------- | ------- | ---- | ------------------------ |
| FBReader  | E-Book-Reader                               | fbreader.org                   | Ja                    | Ja                             | auf GitHub | GPL     | 1.5+ |                          |
| Öffi      | Fahrpläne des öffentlichen Personenverkehrs | oeffi.schildbach.de            | Ja                    | Nein                           | auf GitHub | GPL 3.0 |      |                          |
| OsmAnd    | OpenStreetMap-Karten und Offline-Navigation | osmand.net                     | Ja                    | Ja                             | auf GitHub | GPLv3   | 1.6+ | Anleitung für Einsteiger |
| Wikipedia | Zugang zu Wikipedia                         | mw:Wikimedia Apps/Team/Android | Ja                    | Ja                             | auf GitHub | GPLv2   |      |                          |

## Kommunikation
| Name                   | Beschreibung                                                                            | Webseite             | verfügbar bei F-Droid             | verfügbar im Google Play Store | Quelltext  | Lizenz     | API       | Anmerkung |
| ---------------------- | --------------------------------------------------------------------------------------- | -------------------- | --------------------------------- | ------------------------------ | ---------- | ---------- | --------- | --------- |
| Adblock Plus           | Werbeblocker                                                                            | ABP for Android      | Ja                                | Nein                           | Sources    | MPL 2.0    | L7 / 2.1+ |           |
| Briar                  | Ende-zu-Ende-verschlüsselter Peer-to-Peer-Instant-Messenger für Bluetooth, WLAN und Tor | briarproject.org     | Ja                                | Ja                             | [ 1 ]      | GNU GPL v3 |           |           |
| Chromium               | Webbrowser                                                                              | Chromium.org         | Ja (via Updater Apps)             | Nein                           |            |            |           |           |
| Conversations          | Verschlüsselter Instant Messenger / XMPP Client                                         | conversations.im     | Ja                                | Ja                             | auf GitHub | GNU GPL v3 |           |           |
| Delta Chat             | Messenger auf E-Mail-Basis                                                              | delta.chat           | Ja                                | Ja                             |            |            |           |           |
| Element                | Messenger für Chat, IP-Telefonie und Video-Telefonie über das Matrix-Protokoll          | Element.io           | Ja                                | Ja                             | auf GitHub | Apache 2.0 |           |           |
| K-9 Mail               | E-Mail-Client                                                                           | k9mail.app           | Ja                                | Ja                             | auf GitHub | Apache 2.0 | 2.2+      |           |
| Kontalk                | Messenger; verschlüsselt; verteiltes Netzwerk                                           | kontalk              | Ja                                | Ja                             | auf GitHub | GNU GPL v3 | 2.3+      |           |
| Linphone               | Video-SIP/VOIP-Client für Linux, Windows, Mac, iPhone, Android                          | Linphone             | Ja                                | Ja                             | git        | GNU GPL v2 |           |           |
| Mozilla Firefox Mobile | Webbrowser                                                                              | Firefox Mobile       | Ja (wird von F-Droid Team gebaut) | Ja                             |            | MPL        |           |           |
| Orbot                  | Client für das Tor-Netzwerk                                                             | Orbot                | Ja (eigenes Repo)                 | Ja                             | git        | BSD/GPL    | 1.6+      |           |
| Signal                 | Verschlüsseltes Messaging und VoIP (WhatsApp replacement)                               | Open Whisper Systems | Nein                              | Ja                             | auf GitHub | GNU GPL v3 |           |           |

## Sicherheit
| Name         | Beschreibung                | Webseite     | verfügbar bei F-Droid | verfügbar im Google Play Store | Quelltext  | Lizenz | API | Anmerkung |
| ------------ | --------------------------- | ------------ | --------------------- | ------------------------------ | ---------- | ------ | --- | --------- |
| OpenKeychain | PGP-Key Verwaltungssoftware | OpenKeychain | Ja                    | Ja                             | auf GitHub | GPLv3  |     |           |

## Multimedia
| Name       | Beschreibung               | Webseite   | verfügbar bei F-Droid | verfügbar im Google Play Store | Quelltext  | Lizenz | API    | Anmerkung                                         |
| ---------- | -------------------------- | ---------- | --------------------- | ------------------------------ | ---------- | ------ | ------ | ------------------------------------------------- |
| AntennaPod | Podcast Manager            | AntennaPod | Ja                    | Ja                             | auf GitHub | MIT    | 4.0+   |                                                   |
| NewPipe    | Werbefreier YouTube Player | NewPipe    | Ja                    | Nein                           | auf GitHub | GPLv3  | 4.0.3+ |                                                   |
| Rockbox    | Music player / jukebox     | Rockbox    | Nein                  | Nein                           | svn        | GPLv2  |        | offiziell „unusable“, frühe Entwicklungsversion   |
| VLC        | Media-Player               | VideoLAN   | Ja                    | Ja                             | auf GitHub | GPLv2+ | 2.1+   | Wurde zeitweise von VLC aus F-Droid zurückgezogen |

## Emulatoren
Dieser Abschnitt umfasst Emulatoren, Laufzeitumgebungen, Interpreter und Virtuelle Maschinen die typischerweise eingesetzt werden um sonst nicht oder nicht mehr kompatible Software nutzbar zu machen.
| Name    | Beschreibung                  | Webseite | verfügbar bei F-Droid | verfügbar im Google Play Store | Quelltext | Lizenz     | API  | Anmerkung |
| ------- | ----------------------------- | -------- | --------------------- | ------------------------------ | --------- | ---------- | ---- | --------- |
| ScummVM | Interpreter für (alte) Spiele | ScummVM  | Nein                  | Ja                             | svn       | GNU GPL v2 | 1.5+ |           |

## Spiele
| Name          | Beschreibung | Webseite            | verfügbar bei F-Droid | verfügbar im Google Play Store | Quelltext  | Lizenz | API  | Anmerkung              |
| ------------- | --- | ------------------- | --------------------- | ------------------------------ | ---------- | ------ | ---- | ---------------------- |
| AssaultCube   | Ego-Shooter mit Mehrspielermodus                                                                                  | AssaultCube Mobile  | Nein                  | Ja                             | auf GitHub | zlib   | 7.0+ |                        |
| Freeciv       | Rundenbasiertes Strategiespiel ähnlich Sid Meier’s Civilization                                                   | Freeciv for Android | Nein                  | Ja                             | auf GitHub | GPLv2  | 2.0+ | Port von FreeCiv       |
| Frozen Bubble | Bringe die Blasen dazu herunterzufallen, indem du Cluster von zwei oder mehr Blasen mit derselben Farbe beschießt | Frozen Bubble       | Ja                    | Ja                             | svn        | GPLv2  | 1.6+ | Port von Frozen Bubble |
| GLTron        | Lichtrenner-Spiel                                                                                                 | auf GitHub          | Ja                    | Ja                             | auf GitHub | GPLv2  | 2.2+ | Port von GLTron        |
| Minetest      | Minecraft-Klon | Minetest            | Ja                    | Ja                             | auf GitHub | GPLv2  |      |                        |
| OpenTTD       | Wirtschaftssimulation ähnlich Transport Tycoon Deluxe                                                             | Website             | Nein                  | Ja                             | svn        | GPLv2  | 2.3+ | Port von OpenTTD       |
| Warmux        | Rundenbasiertes Artillerie-Spiel                                                                                  | Website             | Nein                  | Ja                             | svn        | GPLv2  | 2.0+ |                        |